# 1860

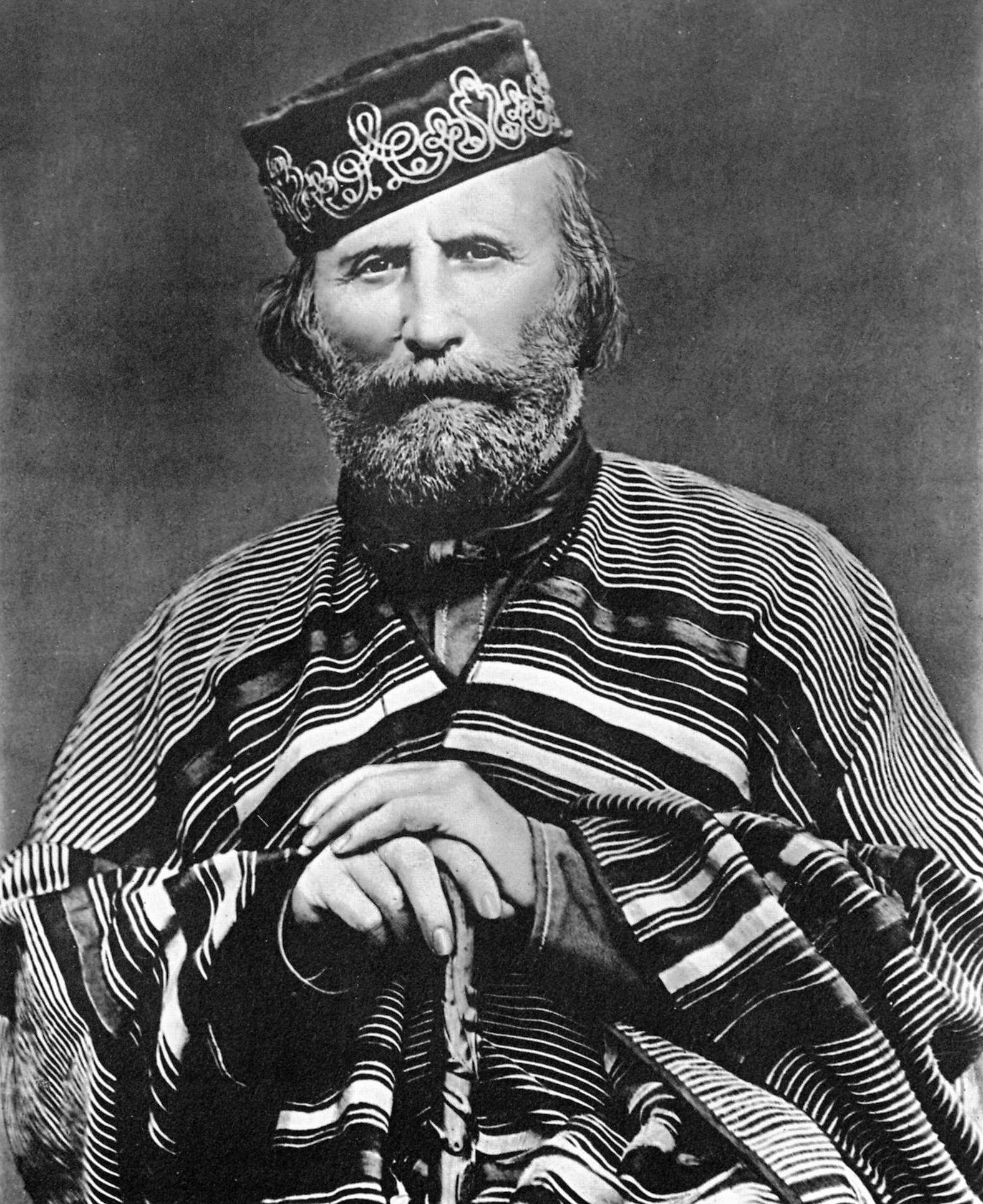
Giuseppe Garibaldi (in 1866).

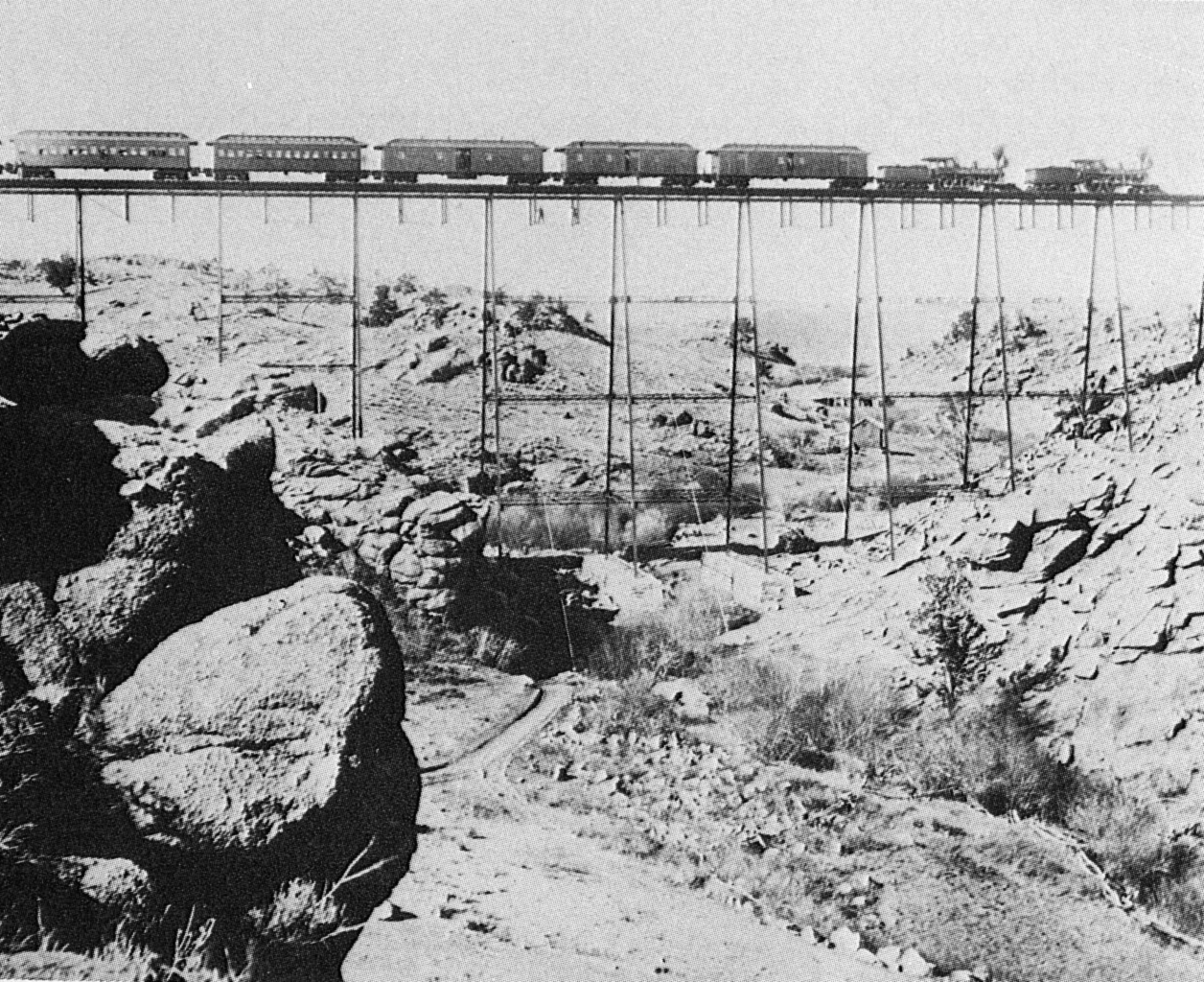
Spoorwegviaduct in Utah (Verenigde Staten) in 1860.

Het jaar 1860 is het 60e jaar in de 19e eeuw volgens de christelijke jaartelling.

## Gebeurtenissen
januari
- 1 Er komt formeel een einde aan de slavernij in Nederlands-Indië .
- 2 - De Franse astronoom Urbain Le Verrier maakt de "ontdekking" van de planeet Vulcanus bekend aan de Académie des sciences. Le Verrier, de ontdekker van de planeet Neptunus, had eerder het bestaan van een planeet binnen de baan van Mercurius voorspeld en dacht dat de amateurastronoom Edmond Modeste Lescarbault deze hypothetische planeet waargenomen had.
- 23 - De nieuwe liberale Britse regering van Lord Palmerston sluit een vrijhandelsverdrag met Frankrijk.
- 23 - In een Parijse fabriekshal demonstreert Étienne Lenoir de eerste gasmotor.
- januari -  De joodse oriëntalist Moritz Steinschneider bezigt als eerste de term antisemitisme.

februari
- 8 - In Nederland valt het kabinet-Rochussen in de Eerste Kamer over de aanleg van nieuwe spoorwegen. De Senaat wil dit werk niet overlaten aan het bedrijfsleven.
- 20 - Aan de rijksuniversiteit Leiden wordt de leerstoel vaderlandse geschiedenis ingesteld, de meest prestigieuze leerstoel geschiedenis die er in Nederland bestaat. De eerste die hem bekleedt is de bekende historicus Robert Fruin.
- 23 - Beëdiging van het Kabinet Van Hall-Van Heemstra.

maart
- 6 - Hervormingsoorlog: In het Antón Lizardo-incident verjaagt de USS Saratoga een Spaans fregat dat vanuit Cuba op weg was naar Mexico om de Conservatieven te gaan helpen.
- 24 - Het Verdrag van Turijn voorziet in een ruil: Frankrijk krijgt Savoye met de havenstad Nice, Italië krijgt Lombardije.
- maart - Parma, Modena, Toscane en Romagna sluiten zich na goedkeuring van volksraadplegingen bij Piëmont-Sardinië aan.

april
- 2 - De carlistische pretendent Carlos Luis de Borbón doet met zijn broer Fernando een tweede greep naar de Spaanse troon. De broers landen bij San Carlos de la Rápita in Catalonië.
- 3 - De eerste Pony Expressrit start in St. Joseph (Missouri).
- 13 - De eerste (succesvolle) Pony Expressrit eindigt in Sacramento (Californië).
- 23 - Carlos Luis de Borbón wordt al na drie weken door Spaanse troepen gearresteerd. Om zijn hoofd te redden doet hij afstand van zijn aanspraak op de Spaanse troon ten gunste van koningin Isabella. Zijn rol als pretendent is uitgespeeld.
- 26 - Spanje en Marokko sluiten vrede. Daarbij wordt Ifni door Marokko aan Spanje afgestaan.

mei
- 1 - Pretoria wordt hoofdstad van de boerenrepubliek Transvaal.
- 10 - Robert Bunsen en Gustav Kirchhoff ontdekken het element cesium.
- 11 - De Italiaanse avonturier Garibaldi gaat met zijn vrijschare van duizend roodhemden aan land bij Marsala, en kan in korte tijd heel het eiland Sicilië veroveren.
- 28 - De Nederlandse kust wordt getroffen door een zware zomerstorm.
- mei - In het westen van de Verenigde Staten breekt oorlog uit als de Paiute-indianen de nieuwe Pony Express aanvallen.

juni
- 30 - Er vindt een belangrijk debat plaats in Oxford betreffende de evolutietheorie van Charles Darwin. Hierbij nam Huxley (een verdediger van de theorie) het op tegen Samuel Wilberforce.

juli
- 2 - Stichting van Vladivostok.
- 9 tot 18 - Moordpartijen op christenen door moslims en druzen in Damascus.
- 12 - De Clotilda, het laatst bekende slavenschip, arriveert in de  Verenigde Staten met 110 Afrikanen die illegaal als slaaf naar Alabama worden vervoerd. Nadat zij zijn overgezet op een rivierboot, wordt de Clotilda door de kapitein in brand gestoken en tot zinken gebracht.
- 19 - De eerste spoorweg bereikt Kansas, dat in rap tempo wordt gekoloniseerd.

augustus
- 16 - Landing van een Frans expeditiekorps in Beiroet: begin van de Franse interventie in Syrië.

september
- 7 - Garibaldi's intocht in Napels. Vanuit het Palazzo Doria d’Angri roept hij het einde uit van het Koninkrijk der Beide Siciliën.
- 12 - Vijf jaar na de Engels-Franse zege in de Krimoorlog wordt in Le Puy-en-Velay op een rotspunt een rode gietijzeren Maria met Kind gewijd van 16 meter hoog (met sokkel 22,5 meter). Het beeld is gemaakt van 213 Russische omgesmolten kanonnen, buitgemaakt in de vesting van Sebastopol. Bij de inwijding zijn 120.000 pelgrims aanwezig.
- 18 - Het koninkrijk Sardinië brengt de Kerkelijke Staat in de Slag bij Castelfidardo een nederlaag toe.
- 24 - Koning Willem III opent in Rotterdam de Koningsbrug over de Oude Haven.
- 29 - In Den Haag wordt de Billitonmaatschappij opgericht met het doel om grondstoffen te gaan delven op het Indische eiland Billiton.
- 30 - De Zouaven worden verslagen bij Ancona. De Kerkelijke Staat is nu teruggebracht tot Rome en omgeving.

oktober
- 19 - De Roodhemden van Giuseppe Garibaldi vechten in Capua tegen de troepen van het koninkrijk der Beide Siciliën. De Roodhemden worden bijgestaan door het Brits Legioen.
- 24 - Tijdens de Tweede Opiumoorlog bereiken Franse en Engelse troepen het Oude Zomerpaleis in Peking. Op het bericht dat een aantal westerse afgezanten gevangen is genomen en doodgemarteld krijgen de troepen van Lord Elgin het bevel het  paleis met de grond gelijk te maken. Alle gebouwen worden vernield, duizenden soldaten zijn er drie dagen mee bezig, en veel kunstschatten worden geroofd.
- 26 - Koning Victor Emanuel van Sardinië-Piemont, die is opgetrokken door de Kerkelijke Staat naar het zuiden, en Garibaldi, die vanuit Napels-Sicilië oprukt, ontmoeten elkaar in Teano.
- 31 - Laatste openbare voltrekking van de doodstraf te Maastricht op Johannes Nathan.

november
- 6 - Abraham Lincoln wint de Amerikaanse presidentsverkiezingen.

december
- 20 - South Carolina is de eerste Zuidelijke staat in de Verenigde Staten die zich begint af te scheiden en vormt daarmee de opmaat tot de Amerikaanse Burgeroorlog.

zonder datum
- De bevolking van het hertogdom Modena en Reggio kiest bij referendum voor aansluiting bij het nieuwe koninkrijk Italië.
- De bewoners van Oost-Turkestan (Sinkiang) weten zich na 42 opstanden sinds 1759 van de Mantsjoe-heerschappij vrij te vechten en stichten een eigen staat onder Yakup Beg Badavlat.
- Een nieuwe christelijke groepering die zich onder andere kenmerkt door het vieren van de zaterdag in plaats van de zondag, de zevendedagsadventisten, registreert zichzelf onder deze naam.
- Louis Pasteur werkt een methode uit voor het bewaren van voedingsmiddelen door het doden van bacteriën.

## Muziek
- Jacques Offenbach componeert Le carnaval des revues en de operette Daphnis et Chloé

## Beeldende kunst

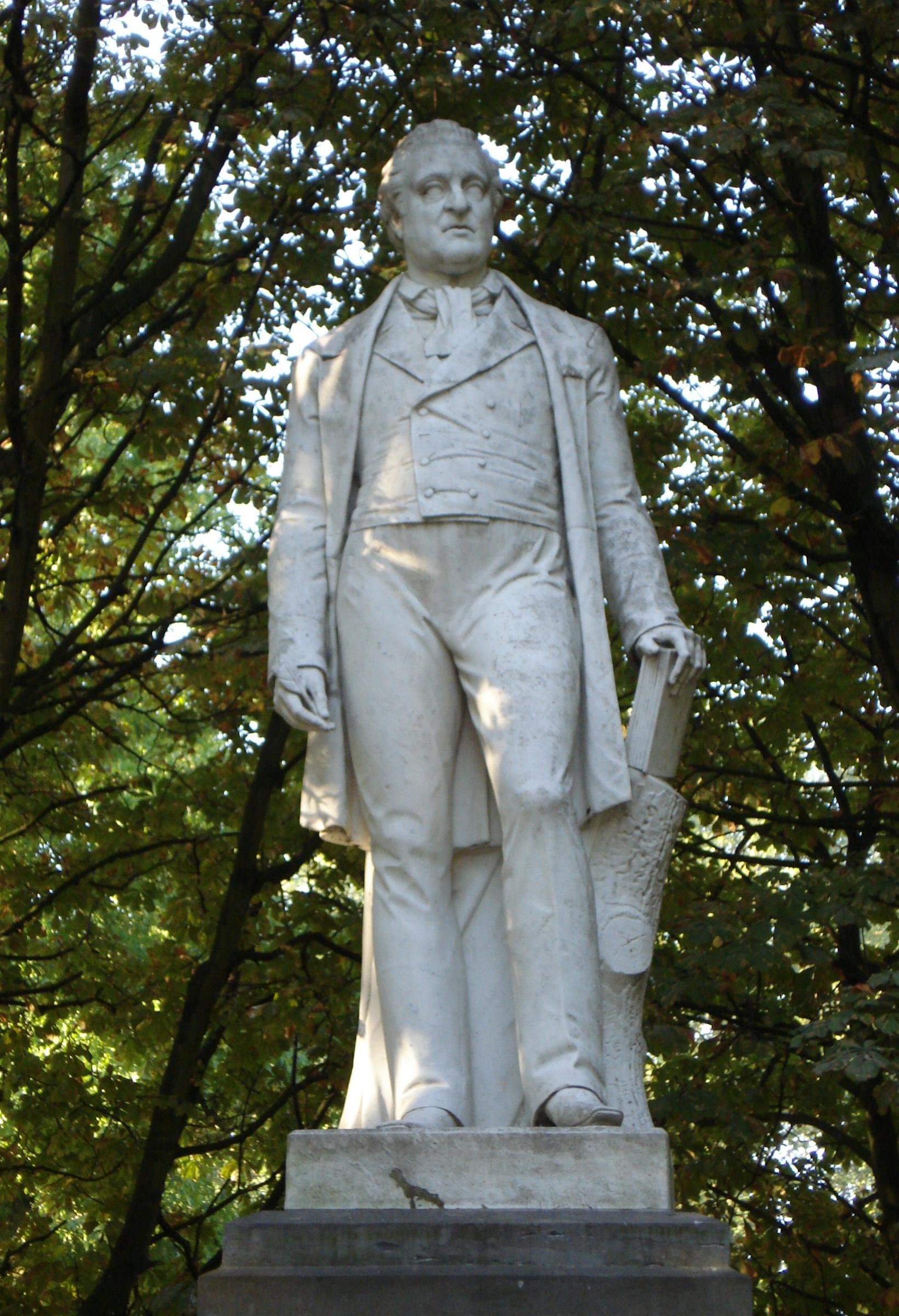
Hendrik Tollens (1860) Jean Theodore Stracké, Rotterdam
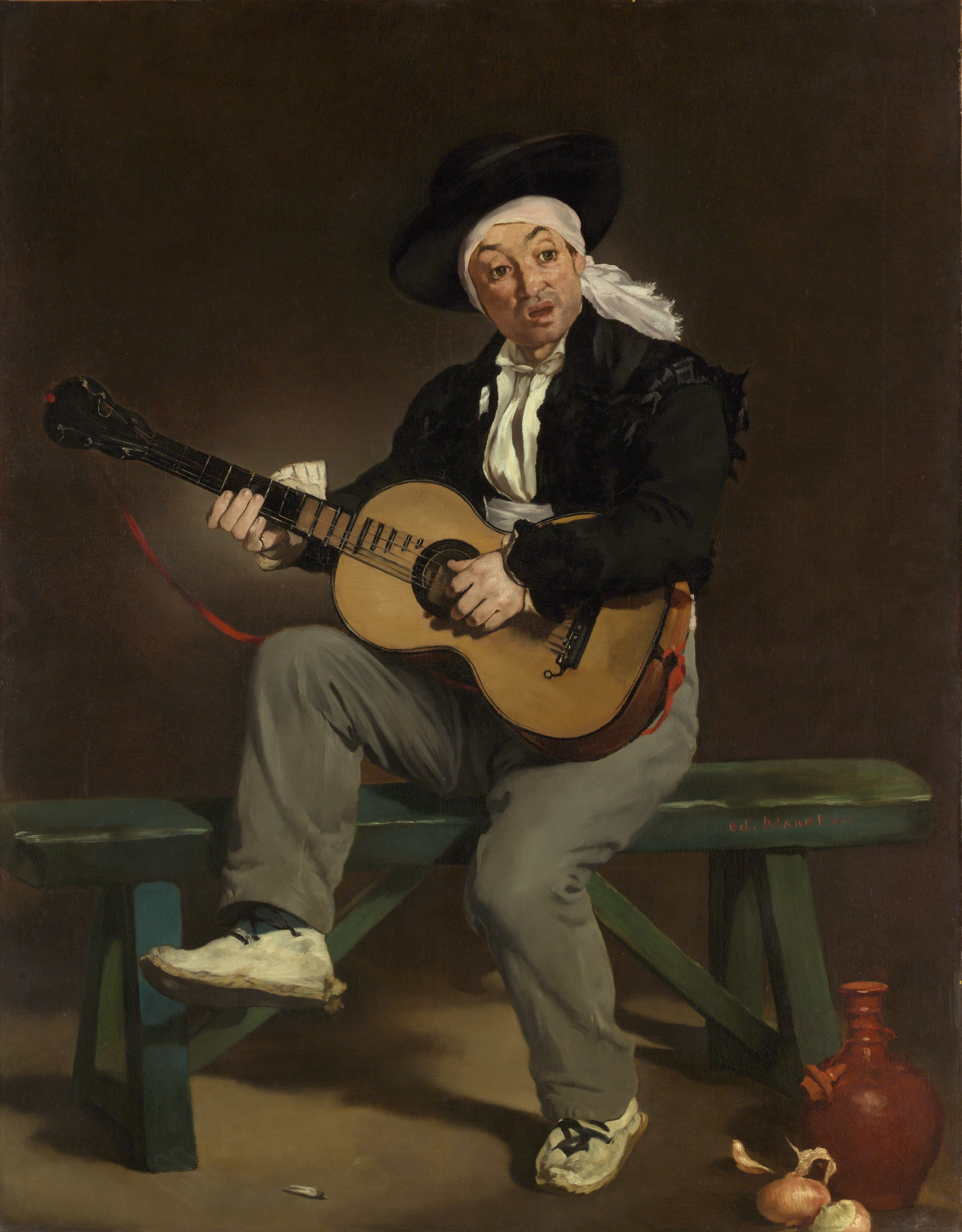
De Spaanse zanger (1860) Édouard Manet

## Bouwkunst

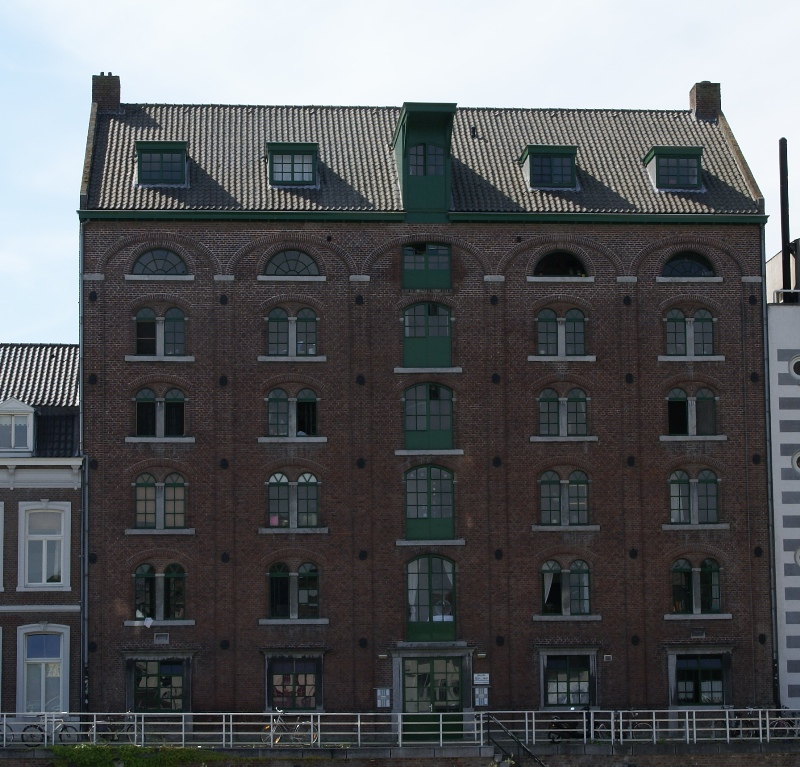
Maastrichts Veem (1860)

## Geboren
januari
- 1 - Michele Lega, Italiaans curiekardinaal (overleden 1935)
- 12 - Willem Wenckebach, Nederlands kunstschilder en graficus (overleden 1937)
- 20 - Antônio Parreiras, Braziliaans kunstenaar (overleden 1937)
- 22 - Ananias Diokno, Filipijns generaal (overleden 1922)
- 29 - Anton Tsjechov, Russisch schrijver (overleden 1904)

februari
- 6 - Johan de Meester sr., Nederlands journalist, literatuurcriticus en schrijver (overleden 1931)
- 13 - Nienke van Hichtum, Nederlands kinderboekenschrijfster (overleden 1939)
- 13 - Walter MacEwen, Amerikaans kunstschilder (overleden 1943)
- 21 - Alfred Canning, Australisch landmeter (overleden 1936)
- 29 - Herman Hollerith, Amerikaans uitvinder van de ponskaart (overleden 1929)

maart
- 6 - Frederick George Jackson, Brits poolonderzoeker (overleden 1938)
- 19 - William Jennings Bryan, Amerikaans advocaat en Democratisch politicus (overleden 1925)
- 31 - Teodoro Sandiko, Filipijns politicus (overleden 1939)

april
- 3 - Frederik van Eeden, Nederlands schrijver (overleden 1932)
- 20 - Pieter Jelles Troelstra, Nederlands advocaat, journalist en politicus (overleden 1930)
- 26 - Alfons Ariëns, Nederlands grondlegger van de katholieke vakbeweging (overleden 1928)
- 30 - James Ensor, Vlaams schilder (overleden 1949)

mei
- 2 - Heva Coomans, Belgisch kunstschilderes (overleden 1939)
- 2 - Theodor Herzl, Joods-Oostenrijks journalist, publicist en stichter van het zionisme (overleden 1904)
- 2 - Jan Cornelis Kluyver, Nederlands wiskundige en hoogleraar (overleden 1932)
- 3 - Vito Volterra, Italiaans wiskundige en natuurkundige (overleden 1940)
- 5 - Gregorio Aglipay, Filipijns kerkelijk leider (overleden 1940)
- 9 - J.M. Barrie, Schots (toneel)schrijver (o.a. Peter Pan) (overleden 1937)
- 9 - Charles Vos, Belgisch kunstschilder, kunsthandelaar en uitgever (overleden 1939)
- 19 - Vittorio Emanuele Orlando, Italiaans politicus (overleden 1952)
- 20 - Eduard Buchner, Duits scheikundige en Nobelprijswinnaar (overleden 1917)
- 21 - Willem Einthoven, Nederlands arts, Nobelprijswinnaar en grondlegger van het elektrocardiogram (overleden 1927)

juni
- 25 - Gustave Charpentier, Frans componist (overleden 1956)
- 30 - Gyula II Andrássy, Oostenrijks-Hongaars politicus (overleden 1929)

juli
- 7 - Gustav Mahler, Oostenrijks componist en dirigent (overleden 1911)
- 11 - Pio del Pilar, Filipijns revolutionair en generaal (overleden 1931)
- 13 - Anacleto del Rosario, Filipijns scheikundige (overleden 1895)
- 16 - Otto Jespersen, Deens taalkundige (overleden 1943)
- 19 - Lizzie Borden, Amerikaans verdachte (overleden 1927)
- 24 - Alfons Mucha, Tsjechisch beeldend kunstenaar (overleden 1939)

augustus
- 3 - William K. L. Dickson, Anglo-Amerikaans filmpionier (overleden 1935)
- 11 - Gari Melchers, Amerikaans kunstschilder (overleden 1932)
- 15 - Florence Harding, Amerikaans first lady (echtgenote van president Warren G. Harding) (overleden 1924)
- 22 - Paul Nipkow, Duits uitvinder en televisiepionier (overleden 1940)

september
- 6 - Jane Addams, Amerikaans sociologe en Nobelprijswinnares (overleden 1935)
- 7 - Grandma Moses, Amerikaans volkskunstenares (overleden 1961)
- 7 - Willem Hubert Nolens, Nederlands rooms-katholiek priester en politicus (overleden 1931)
- 28 - Paul Ulrich Villard, Frans schei- en natuurkundige (overleden 1934)

oktober
- 6 - Jhr. Reneke de Marees van Swinderen, Nederlands politicus (overleden 1955)
- 6 - Marthe Massin, Belgisch schilderes en muze (overleden 1931)
- 12 - Elmer Sperry, Amerikaans elektrotechnicus, uitvinder en ondernemer (overleden 1930)
- 22 - Henriëtte Sarah Hartsen, Nederlands evangeliste en drankbestrijdster (overleden 1946)

november
- 23 - Hjalmar Branting, Zweeds politicus en Nobelprijswinnaar (overleden 1925)
- 29 - Pietro La Fontaine, Italiaans kardinaal (overleden 1935)
- 30 - Marie Clermont, Nederlands actrice (overleden 1922)

december
- 10 - Margaret Maltby, Amerikaans scheikundige en feministe (overleden 1944)
- 15 - Niels Ryberg Finsen, Deens arts en Nobelprijswinnaar (overleden 1904)

## Overleden
februari
- 9 - Edmond Willem van Dam van Isselt (63), Nederlands politicus en dichter

maart
- 31 - Évariste Huc (46), Frans missionaris
- 31 - Frederick Irwin (66), waarnemend gouverneur van West-Australië

mei
- 21 - Phineas Gage (37), Amerikaans spoorwegarbeider

juni
- 10 - Edmund Lockyer (76), Brits militair en ontdekkingsreiziger

juli
- 1 - Charles Goodyear (59), Amerikaans bandenfabrikant

september
- 21 - Arthur Schopenhauer (72), Duits filosoof

oktober
- 3 - Rembrandt Peale (82), Amerikaans kunstschilder

november
- 24 - William Mackie (61), Brits pionier en magistraat in West-Australië
- 27 - Jacobus Groenendaal (55), Nederlands-Vrijstaats politicus

december
- 17 - Désirée Clary (83), verloofde van Napoleon Bonaparte, koningin van Zweden en Noorwegen

## Weerextremen in België
- zomer: Na 1841 zomer met laagste gemiddelde temperatuur: 14,2 °C (normaal 17,0 °C).
- zomer: Zomer met hoogst aantal neerslagdagen: 68 (normaal 46,4).

Bron: KMI Gegevens Ukkel 1901-2003  met aanvullingen 